# Monkeywrench Records
Monkeywrench Records é uma gravadora independente localizada em Seattle, Washington, fundada pelos integrantes da banda norte-americana Pearl Jam em 2009, em sequência ao fim do contrato com a J Records. A distribuição da Monkeywrench é executada pela Target nos EUA e pelo Universal Music Group mundialmente.